# Machapuchare
Le Machapuchare,  Machhaphuchhare ou Machhapuchhre est une montagne de 6 993 mètres d'altitude dans l'Himalaya, dans la partie centrale du Népal. Son nom signifie « queue de poisson » en népalais en raison de son double sommet aisément identifiable de loin. Il est considéré comme particulièrement sacré par la population locale et par conséquent interdit aux alpinistes.

## Localisation

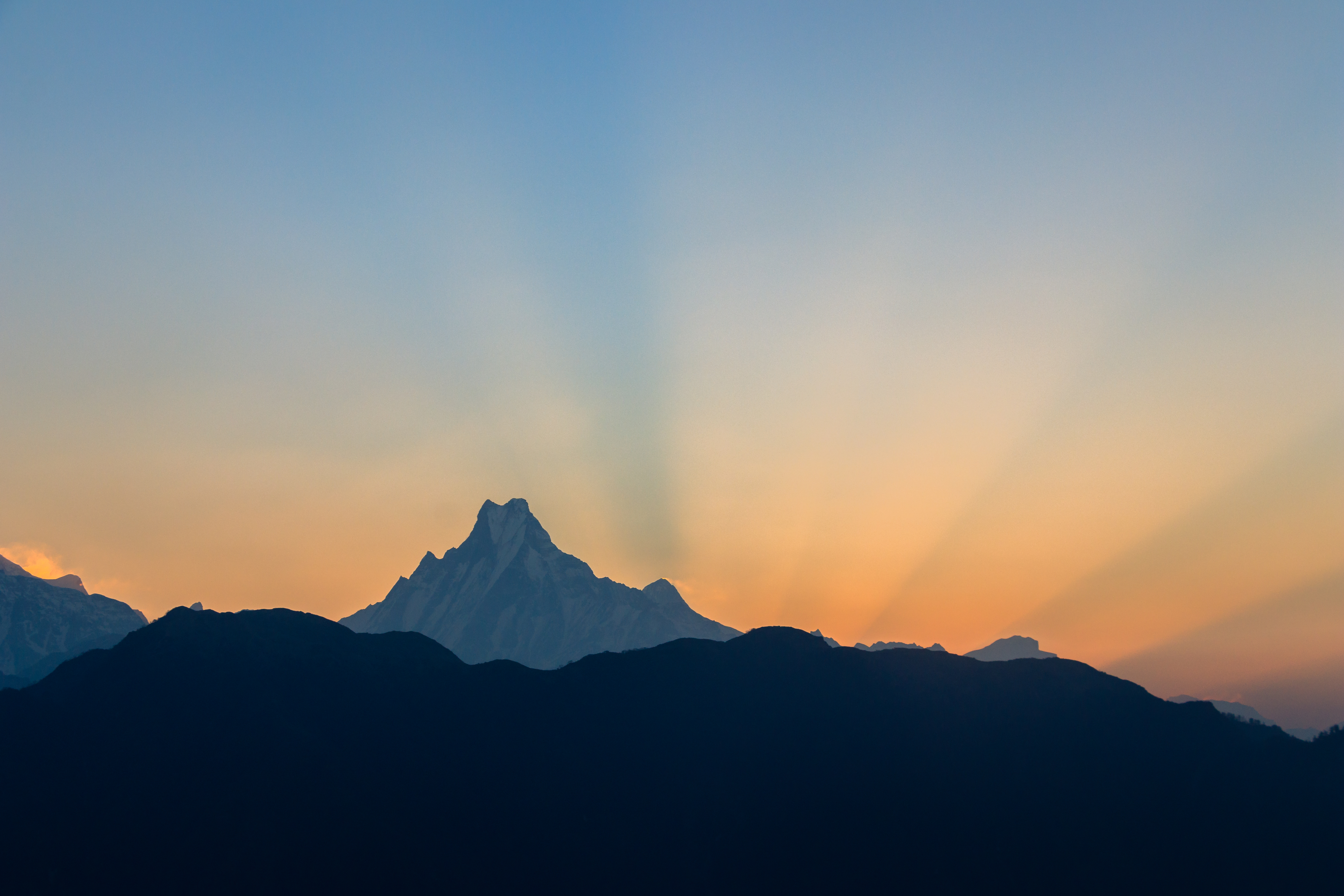
Vue du Machapuchare depuis l'ouest, à l'aube.

Le Machapuchare est situé à l'extrémité d’une longue arête montagneuse, dans le sud du massif de l'Annapurna.
La ville de Pokhara, située au sud du Machapuchare, est une étape très fréquentée pour les trekkers désireux de se rendre au camp de base de l’Annapurna.

## Particularités
Le Machapuchare serait selon l'hindouisme la demeure de Shiva.

## Ascensions
Le Machapuchare est réputé n'avoir jamais été gravi jusqu'au sommet. L'unique tentative attestée fut celle, en 1957, d'une équipe britannique conduite par Jimmy Roberts. Deux membres de cette expédition, Wilfrid Noyce et David Cox, grimpèrent jusqu'à environ 50 mètres du sommet, par la face nord, mais ne terminèrent pas l'ascension. En effet, ils avaient promis de ne pas mettre pied sur le sommet. Après cela, la montagne fut déclarée sacrée et interdite aux grimpeurs. Cependant, en 1993, le gouvernement népalais accorda une autorisation de gravir ce sommet[réf. nécessaire] à une alpiniste japonaise, Junko Tabei, qui avait dirigé une expédition féminine à l'Everest en 1975.